# Warth (Niederösterreich)
Warth ist eine Marktgemeinde mit 1570 Einwohnern (Stand 1. Jänner 2025) im Bezirk Neunkirchen in Niederösterreich.

## Geografie
Warth liegt im Industrieviertel in Niederösterreich an der Aspangbahn im Tal der Pitten. Diese fließt in einer Höhe von rund 380 Meter über dem Meer. Nach Osten steigt das Land auf 700 Meter an. Die höchsten Erhebungen sind Windhöh (696 m) und Windhagberg (709 m). Der Westen umfasst das Einzugsgebiet des Hassbachs. Hier sind die höchsten Berge Kienberg (777 m), Hohenberg (783 m) und Hollabrunner Riegel (922 m).
Die Fläche der Marktgemeinde umfasst 29,98 Quadratkilometer, fast sechzig Prozent der Fläche sind bewaldet.

### Gemeindegliederung
Das Gemeindegebiet gliedert sich in sieben Ortschaften (in Klammern Einwohnerzahl Stand 1. Jänner 2025):
- Haßbach (204)
- Kirchau (292)
- Kulm (88)
- Petersbaumgarten (269)
- Steyersberg (68)
- Thann (39)
- Warth (610)

Die Gemeinde besteht aus sechs Katastralgemeinden (Fläche Stand 31. Dezember 2023):
- Haßbach (784,76 ha)
- Kirchau (714,17 ha)
- Kulm (175,28 ha)
- Steyersberg (550,26 ha)
- Thann (148,95 ha)
- Warth (623,65 ha)

### Nachbargemeinden
| Grafenbach-St. Valentin        | Wartmannstetten                             |                             |
| Altendorf Kirchberg am Wechsel | Kompassrose, die auf Nachbargemeinden zeigt | Scheiblingkirchen-Thernberg |
| Feistritz am Wechsel           | Grimmenstein                                | Thomasberg                  |

## Geschichte
Im Altertum war das Gebiet Teil der Provinz Noricum.
Warth wurde erstmals 1244 als Muta in Wart (Mautstelle in Warth) in einer Urkunde von Herzog Friedrich erwähnt. Kirchau wurde bereits 1146 genannt, Hassbach 1218 und Steyersberg 1266.
Am 1. Jänner 1968 wurden die Gemeinden Haßbach, Kirchau und Steyersberg mit der Gemeinde Warth zusammengelegt.

### Bevölkerungsentwicklung
| Warth: Einwohnerzahlen von 1869 bis 2025            | Warth: Einwohnerzahlen von 1869 bis 2025 | Warth: Einwohnerzahlen von 1869 bis 2025 | Warth: Einwohnerzahlen von 1869 bis 2025 | Warth: Einwohnerzahlen von 1869 bis 2025 |
| --------------------------------------------------- | ---------------------------------------- | ---------------------------------------- | ---------------------------------------- | ---------------------------------------- |
| Jahr                                                |                                          |                                          |                                          | Einwohner                                |
| 1869                                                | 1869                                     |                                          | 1.407                                    | 1.407                                    |
| 1880                                                | 1880                                     |                                          | 1.421                                    | 1.421                                    |
| 1890                                                | 1890                                     |                                          | 1.457                                    | 1.457                                    |
| 1900                                                | 1900                                     |                                          | 1.499                                    | 1.499                                    |
| 1910                                                | 1910                                     |                                          | 1.683                                    | 1.683                                    |
| 1923                                                | 1923                                     |                                          | 1.660                                    | 1.660                                    |
| 1934                                                | 1934                                     |                                          | 1.671                                    | 1.671                                    |
| 1939                                                | 1939                                     |                                          | 1.610                                    | 1.610                                    |
| 1951                                                | 1951                                     |                                          | 1.564                                    | 1.564                                    |
| 1961                                                | 1961                                     |                                          | 1.485                                    | 1.485                                    |
| 1971                                                | 1971                                     |                                          | 1.446                                    | 1.446                                    |
| 1981                                                | 1981                                     |                                          | 1.503                                    | 1.503                                    |
| 1991                                                | 1991                                     |                                          | 1.573                                    | 1.573                                    |
| 2001                                                | 2001                                     |                                          | 1.617                                    | 1.617                                    |
| 2011                                                | 2011                                     |                                          | 1.518                                    | 1.518                                    |
| 2021                                                | 2021                                     |                                          | 1.519                                    | 1.519                                    |
| 2025                                                | 2025                                     |                                          | 1.570                                    | 1.570                                    |
| Quelle(n): Statistik Austria, Gebietsstand 1.1.2021 |                                          |                                          |                                          |                                          |

### Religion
Nach den Daten der Volkszählung 2001 waren 95,2 % der Einwohner römisch-katholisch, 1,1 % evangelisch, 0,2 % Muslime, 2,8 % der Bevölkerung hatten kein religiöses Bekenntnis.

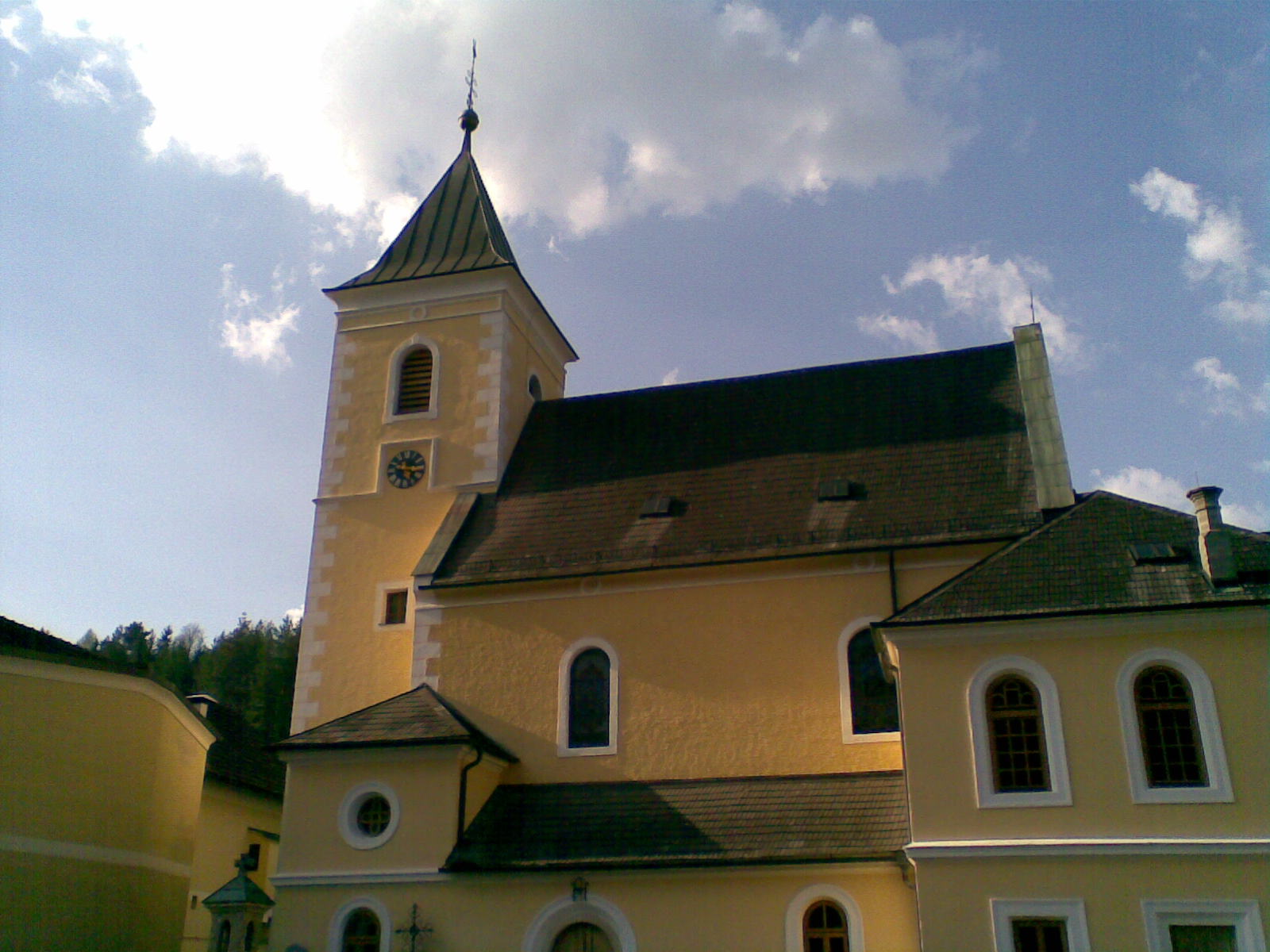
Pfarrkirche Haßbach

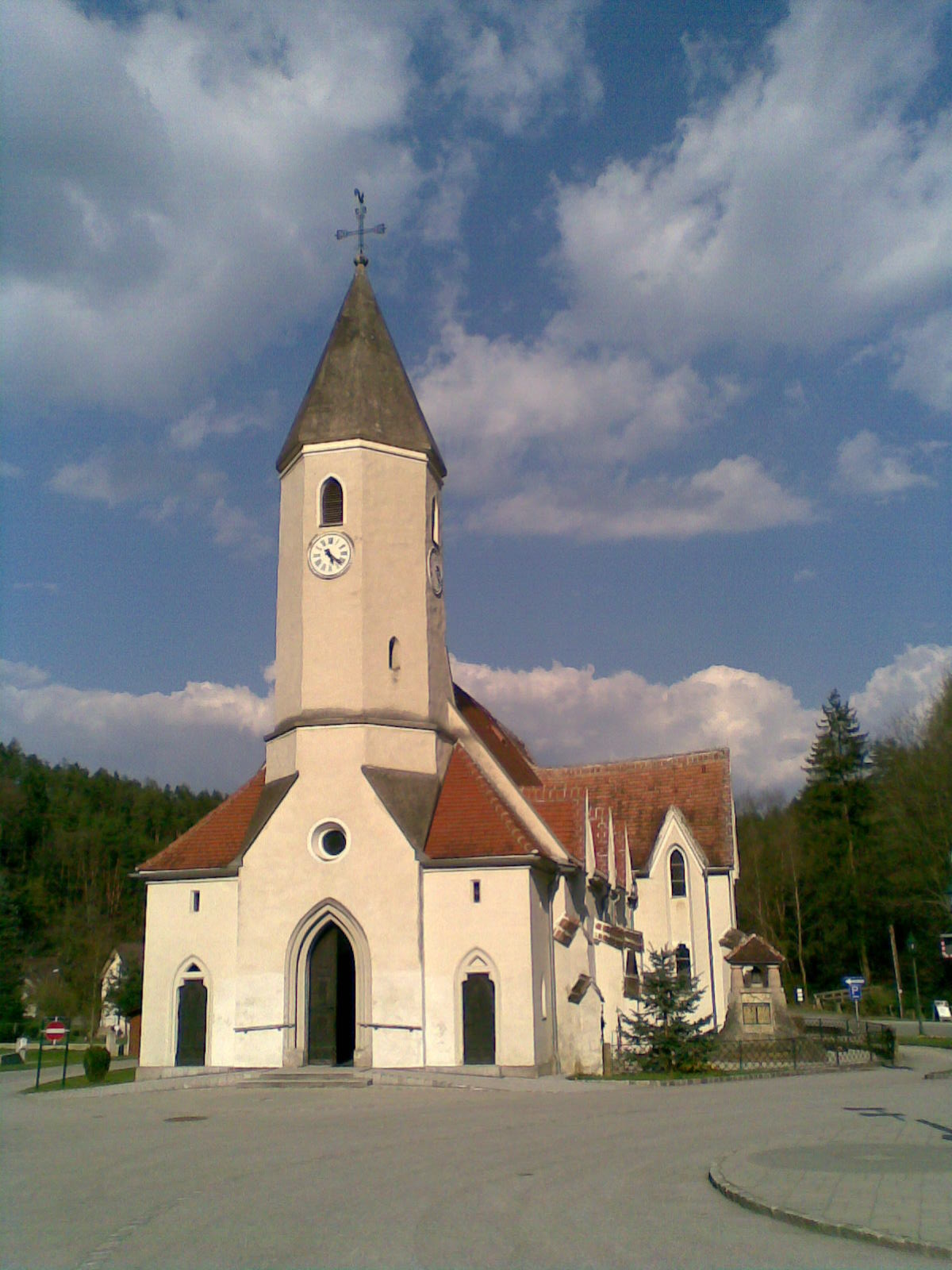
Pfarrkirche Kirchau

## Kultur und Sehenswürdigkeiten
- Burg Steyersberg: Die Burg wurde ursprünglich im 11./12. Jahrhundert als Wehrburg der steirischen Herzöge gegen Österreich angelegt und wurde 1278 erstmals urkundlich erwähnt. Sie liegt bei Haßbach in der Gemeinde Warth. Im Süden, Osten und Westen wird die Burg von einer Wehrmauer umgeben, im Norden begrenzt das Neue Schloss die Anlage. Die Burg wurde 1622 zu einem Schloss ausgebaut und ist terrassenförmig mit vier Höfen angelegt. Das Schloss hat einen romanischen Bergfried, turmartige Wohnbauten mit getäfelten Renaissancedecken und eine barocke Schlosskapelle von 1734.
- Burg Stubenring: Die urkundlich erstmals 1217 erwähnte Burg ist heute eine Ruine.
- Ruine Stubenberg = 1474 zerstörte Burg Gutenbrunn
- Katholische Pfarrkirche Haßbach hl. Martin
- Katholische Pfarrkirche Kirchau hl. Margareta

## Wirtschaft und Infrastruktur
Nichtlandwirtschaftliche Arbeitsstätten gab es 49 im Jahr 2001, land- und forstwirtschaftliche Betriebe 102 nach der Erhebung 1999. Die Zahl der Erwerbstätigen am Wohnort betrug 756 nach der Volkszählung 2001. Die Erwerbsquote lag 2001 bei 48 Prozent.
Unternehmen
- WIN Warth
- Firma Franz Holzgethan
- Firma ALRO Caravan
- Firma Hausegger GmbH

### Bildung
Ein Kindergarten befindet sich in Warth, ein weiterer in Haßbach.
In Warth ist zudem die landwirtschaftliche Fachschule angesiedelt.

### Tourismus
Durch Haßbach verläuft der Nordalpenweg, ein österreichischer Weitwanderweg.

## Politik

### Gemeinderat
| Der Gemeinderat hat 19 Mitglieder. Nach den Gemeinderatswahlen hatte der Gemeinderat folgende Verteilungen: - 1990: 14 ÖVP, 4 SPÖ und 1 Grüne - 1995: 14 ÖVP, 3 SPÖ und 2 Grüne - 2000: 13 ÖVP, 5 SPÖ und 1 Grüne - 2005: 12 ÖVP, 5 SPÖ und 2 Grüne - 2010: 12 ÖVP, 5 SPÖ, 1 Grüne und 1 FPÖ - 2015: 12 ÖVP, 4 SPÖ, 2 Grüne und 1 FPÖ - 2020: 15 ÖVP, 2 SPÖ und 2 Grüne. - 2025: 14 ÖVP, 2 FPÖ, 2 SPÖ und 1 Grüne. | Die zur Anzeige dieser Grafik verwendete Erweiterung wurde dauerhaft deaktiviert. Wir arbeiten aktuell daran, diese und weitere betroffene Grafiken auf ein neues Format umzustellen. (Mehr dazu) |

### Bürgermeister
- bis 2008 Patriz Hattenhofer (ÖVP)
- seit 2008 Michaela Walla (ÖVP)[15]

### Wappen
Der Gemeinde Warth wurde mit Beschluss der NÖ-Landesregierung vom 14. November 1978 ein Gemeindewappen verliehen.
Blasonierung:
„In rotsilberrotem Bindenschild ein aufgerichteter, herschauender goldbekrönter Löwe in gewechselten Farben.“
Gleichzeitig wurden die vom Gemeinderat der Gemeinde Warth festgesetzten Gemeindefarben „Rot-Weiß“ genehmigt.